# Treffrin
Treffrin is een gemeente in het Franse departement Côtes-d'Armor (regio Bretagne) en telt 572 inwoners (1999). De plaats maakt deel uit van het arrondissement Guingamp.

## Geografie
De oppervlakte van Treffrin bedraagt 7,5 km², de bevolkingsdichtheid is 76,3 inwoners per km².

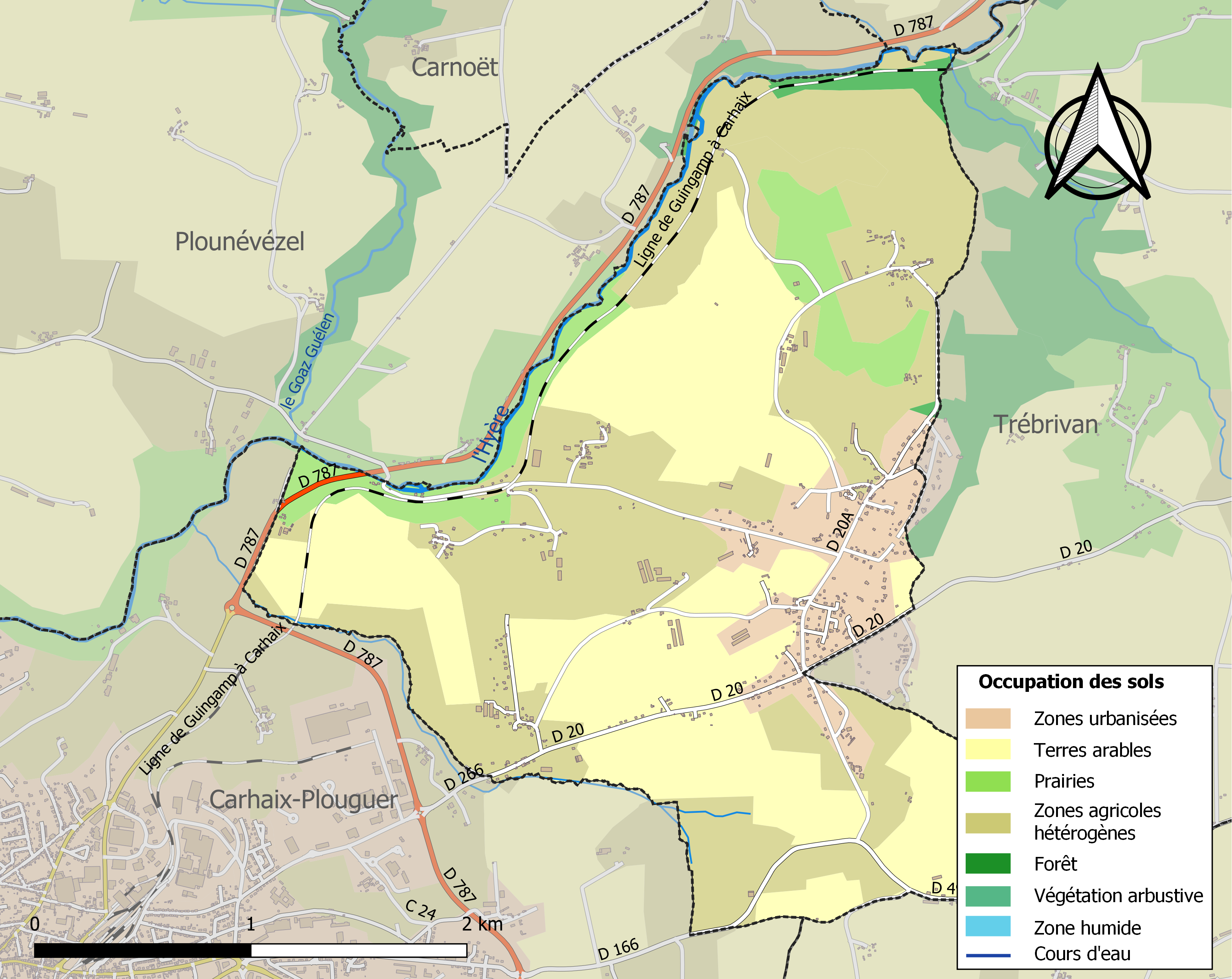
Kaart van de gemeente met de belangrijkste infrastructuur, bodemgebruik en omliggende gemeenten

## Demografie
Onderstaande figuur toont het verloop van het inwonertal (bron: INSEE-tellingen).

1. ↑  Populations de référence 2022.